# セビリア王国

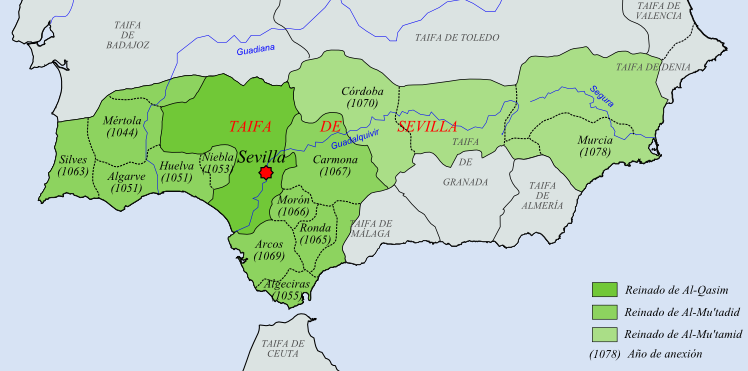
セビリア王国の版図

セビリア王国（Taifa de Sevilla）は、セビリアを首都としたタイファ。主な王朝はアッバード朝。アッバード朝はジュフール朝コルドバ王国を征服した。ムラービト朝に征服されるまで諸タイファの中で最も繁栄した。しかし1248年にカスティーリャ王国のフェルナンド3世に征服された。